# Карлики (мифологические существа)
Карлики — собирательное название человекоподобных мифических существ маленького роста.
Как и великаны, карлики действуют в мифах многих народов мира. По оценке Г. A. Левинтона в мифах карлики, как правило, представляют собой целый народ (в произведениях фольклора же, наоборот, чаще действуют великаны и карлики — одиночки). В разных мифологиях у карликах разные места обитания (в пещерах, в лесу, в воде) и разные роли. Г. A. Левинтон считал, что карликам присущи функции «хозяев» тех местностей где они обитают.

## Образ карликов в мифологии народов мира
Часто карлики (равно как и великаны) выступают как предыдущее население этой земли или остатки этого населения (славянские предания о чуди, коми-пермяцкие о чудах; карликов — первонасельников территории манехуна на Гавайях, карлики у африканских племён бассейна Убанги, карлики и великаны в «Эдде» и т. д.).
Часто легенды и предания о карликах и великанах в мифологии занимают промежуточное положение между мифическими временами создания мира и историческими эпохами. Карлики органичней, чем великаны, продолжают действовать и сосуществовать с людьми в более исторические времена и вера в них во многих традициях вполне актуальна. Представление о карликах как о прошлом поколении, возможно, объясняет то, что (в компенсацию малых размеров) у них подчёркиваются признаки зрелости и даже старости (длинная седая борода и т. п.)
Часто в разных вариантах присутствует сюжет о карликах как об обитателях подземного мира.

### Египетская мифология
В египетской мифологии был известен карликовое бородатое божество Бес. И хотя Беса изображали с уродливым лицом искаженным гримасой он играл положительную роль и оказывал покровительство семье, охранял человека от бедствий, помогал при родах.
С Бесом также связывали иных карликов. Земли карликов в «Текстах Саркофагов» находились под землёй

### Германо-скандинавская мифология
Особенно хорошо развита мифология карликов в германо-скандинавской традиции. В древнеисландском было два слова, обозначающие карликов «dvergr» и «aifr», но эти два термина часто смешивались. В «Младшей Эдде» указывалось, что они имеют разную природу и внешность. «Светлые альвы обликом своим прекраснее солнца, а темные — чернее смолы».
Карликовые существа — эльфы, в германской фольклорной традиции рисуются злыми и опасными.
По «Старшей Эдде» карлики-цверги были сделаны асами «из Бримира крови, из Блаина плоти». В «Младшей Эдде» карлики-цверги появились в тела Имира в виде червяков, но благодаря асам обрели разум и облик людей. Карлики заселили почвы, камни и пески.

### Английские легенды
В английском фольклоре было несколько разновидностей карликовых существ. К ним относили эльфов, гномов, фей, гремлинов, лепреконов, брауни, хобы пикси.
Из них эльфы приветливые и добрые существа

### Славянская мифология
Карлики известны в основном в западнославянской мифологии. Е. Е. Левкиевская писала, что они возникли под влиянием западноевропейских, преимущественно немецких поверий. Именуются чеш. bergmann, словен. lutki (у лужичан людки), краснолюдки порой смешиваются с горными духами (например скарбник пол. Skarbnik). Карлики имеют малый рост, но он сильно разнится от пяди у словацких лутков, до размера двенадцатилетнего ребёнка у скрабника. Внешним видом (пропорции тела, черты и цвет лица, волосы) и пёстрой одеждой сильно выделялись среди людей. Обитали в разных местах. Горные карлики обитали в старых шахтах, пещерах. Лесные под пнями, в мышиных норах. Домашние за печкой, под трубой в хлеву. У лужичан карлики были предшественниками людей на земле и вытесненные ими жили параллельно им. Имели свои семьи, религию, язык, праздники С карликами взаимодействовали как с соседями.
Малым ростом и помощью людям у русских известны домовой, кикимора, ичетики и иные духи.

### Тувинская мифология
Бадакшаан — тувинский гном. Среди ирреальных персонажей тувинской мифологии вызывает этот персонаж большой интерес. Знают его только в Тере-Хольском районе, в Кунгуртуге (юго-восток Тувы). Почитают его в основном таёжные жители, субэтническая группа соян, у которых традиционное хозяйство было связано с оленями. Бадакшаан как бы эквивалент европейского гнома, как и гном антропоморфен и маленького роста. Он очень любит молоко. Надо оставить чан с пастеризованным молоком на улице и лечь спать. Утром в котле будет цветок или камешек. Если на дне лежит цветок, эту семью скоро ждет счастье, процветание, удачная охота и т. д. Камешек означает испытания, трудности. Бадакшаан спит всю зиму с заиндевевшим лицом. Иногда его таким встречают охотники в тайге. Если разбудить гнома — жди беды! Также из-за него дети не играют на улице дотемна, иначе Бадакшаан их заберет с собой.

## Карлики в литературе
Образы карликов в разных вариантах нашли широкое распространение в литературе. В ряде переводов на русский язык (например Белоснежки или скандинавской мифологии) их низкорослые персонажи переводились как карлики
Из литературных отражений мифологии карликов особого внимания заслуживают романы английского писателя Дж. Толкина. По мнению Г. A. Левинтона этнографически точные.